# Pascal Naouna
Pascal Naouna est un homme politique indépendantiste kanak, né à Koné (Nouvelle-Calédonie) le 26 janvier 1960, membre de la tribu de Ouaté située dans la commune de Pouembout, il fut le président de l'Union calédonienne de 2001 à 2007.

## Formation et militant indépendantiste
Titulaire d'un CAP de mécanique générale obtenu au Centre de formation et de promotion rurale (CFPR) de Bourail. Il s'engage assez tôt dans le mouvement indépendantiste kanak socialiste (IKS) en adhérant à l'Union calédonienne et donc au Front indépendantiste - futur Front de libération nationale kanak et socialiste (FLNKS) - dès 1982. Durant les Évènements de 1984 à 1989, c'est un militant actif, arrêté à Poya le 18 novembre 1984 pour avoir participé aux barrages montés pour organiser le boycott des élections territoriales appelé par Jean-Marie Tjibaou. Il est libéré finalement le 4 décembre de cette même année. Plus tard, il est chargé de mission auprès de Jean-Marie Tjibaou, alors élu président de la toute nouvelle Région Nord créée par le Statut Pisani en 1985, et reste actif au sein des Comités de lutte (groupes d'actions sur le terrain du FLNKS) notamment dans la région de Pouembout durant les années 1987 et 1988, participant, par exemple, à la marche dite « des Quinze jours de Kanaky » organisée en réaction à la politique menée par le nouveau ministre des départements et territoires d'Outre-mer Bernard Pons. À la suite de la signature des accords de Matignon-Oudinot, il est chargé de mener les négociations avec la Société Le Nickel (SLN) afin de réorganiser les retombées financières de l'exploitation de la mine Kopeto, dans le cadre du rééquilibrage prévu par les accords.

## Activités économiques
En 1989 il est également élu conseiller municipal de Pouembout où il est 2e adjoint au maire jusqu'en 1995. Il s'engage également comme administrateur de divers services publics et activités économiques, notamment comme gérant du GIE de sa tribu de Ouaté et de la société d'Ouaté de Travaux publics sur Mines (OUTRAMI), ainsi que président du comité de pilotage puis directeur de la Mission d'insertion des Jeunes (MIJ) de la Province Nord de 1992 à 1994. Il est enfin présent dans le privé en tant que cogérant depuis 1991 de la OUTRAG SA, société de BTP, de même que PDG de la Société de Roulage et d'Exploitation minière du Nord (SOREN).

## Arrivée sur le devant de la scène politique néo-calédonienne
Lors des élections provinciales du 9 mai 1999 en Province Nord, il est choisi par le président de l'UC Bernard Lepeu pour être en quatrième position sur sa liste FLNKS (en fait essentiellement composée de l'Union calédonienne, le Parti de libération kanak, dit Palika, et d'autres mouvements du FLNKS ayant alors monté une liste dissidente baptisée Union nationale pour l'indépendance, ou UNI, menée par Paul Néaoutyine, de même pour l'Union progressiste mélanésienne, UPM, qui a aussi constitué sa propre liste sous la conduite d'André Gopoea). Cette liste arrive en deuxième place, avec 3 893 voix soit 22,53 % des suffrages exprimés et 6 sièges sur 22 à l'Assemblée provinciale (dont 4 des 15 également envoyés au Congrès), contre 4 831 votes (27,95 %) et 8 conseillers à l'UNI. Pascal Naouna est ainsi élu à la fois à l'Assemblée de Province, où il prend la tête du groupe UC, et au Congrès (dont il est l'un des questeurs de 1999 à 2001).
Il est alors l'un des meneurs, avec Bernard Lepeu et Cézelin Tchoeaoua, de la fronde qui se fait jour à cette époque au sein de l'UC à la fois contre la direction du FLNKS, qui est présidé par Rock Wamytan qui a en plus succédé à Bernard Lepeu à la présidence de l'UC en 1999, et contre le Palika de Paul Néaoutyine. Il leur reproche notamment de ne pas être assez combatif au sein des institutions collégiales, dont le gouvernement, qui sont alors dominées par le RPCR. Les membres de cette tendance, désormais majoritaire à l'Union calédonienne, finissent par former un groupe distinct de celui des autres composantes du FLNKS au Congrès (groupe surnommé le « G7 » car composé de 7 membres), et par refuser en 2001 de former une liste commune FLNKS pour l'élection du nouveau gouvernement (contrairement à ce qui avait été fait en 1999). Pascal Naouna est élu vice-président de l'Union calédonienne en 2000 puis, lorsque les anti-Wamytan réussissent à écarter Rock Wamytan de la présidence du parti lors du congrès du 4 novembre 2001, ils le remplacent par Pascal Naouna. Celui-ci adopte immédiatement une attitude radicale : le 17 novembre suivant, il oblige Rock Wamytan à démissionner de la présidence du FLNKS (qui n'a depuis lors plus de président unitaire) et le 13 novembre 2002, il pousse le seul membre UC du gouvernement local, Gérald Cortot, ainsi que tous ses suivants de liste, à démissionner, entraînant alors la chute de l'exécutif. Également en 2002, lors des élections législatives, l'UC et le Palika n'arrivent pas à se mettre d'accord sur des candidatures unitaires dans les deux circonscriptions : le parti de Paul Néaoutyine présente ainsi seul des candidats tandis que le mouvement de Pascal Naouna appelle à l'abstention. 
La position de la nouvelle équipe dirigeante de l'UC repose alors sur une attitude intransigeante quant à l'application de l'Accord de Nouméa. En 2003, le parti appelle à boycotter le Comité des signataires qui se tient le 17 juin de cette année et organise des manifestations durant la visite dans l'archipel du président de la République Jacques Chirac. Lors des élections provinciales de 2004, l'Union calédonienne se présente seule dans les trois provinces où elle est opposée à chaque fois à une liste UNI-FLNKS dominée par le Palika. Pascal Naouna prend lui-même la tête de la liste UC dans le Nord, s'opposant ainsi au président sortant qui n'est autre que le principal dirigeant du Palika et de l'UNI, Paul Néaoutyine. Il dénonce alors l'autoritarisme dont ce dernier ferait preuve ainsi que la stratégie économique de contrôle des moyens de production mise en place par la Province, l'UC appelant davantage à une économie participative. Il est alors battu par le patron du Palika, qui renforce même sa majorité au sein de l'Assemblée de Province avec 11 élus sur 22 contre 10 précédemment, mais la liste de Pascal Naouna arrive toutefois en deuxième position et améliore son score de 1999 avec 5 576 voix, 27,12 % des suffrages et 7 élus. Sur l'ensemble de la Nouvelle-Calédonie, pour la première fois lors d'une élection provinciale, l'Union calédonienne perd son statut de première force indépendantiste au profit de l'UNI, avec seulement 10 623 votes soit 11,86 % des voix et 7 sièges au Congrès contre 14 651 suffrages, 16,36 % et 8 élus parmi les partisans de Paul Néaoutyine. Quoi qu'il en soit, Pascal Naouna est réélu à l'Assemblée de la Province Nord et au Congrès où il devient coprésident de la commission de la Législation et de la Réglementation relatives aux Affaires coutumières, conjointement avec Jean-Pierre Djaïwé, du Palika. 
Il va alors adopter progressivement une stratégie plus conciliante à l'égard des anti-indépendantistes, en revenant tout d'abord à la vieille tradition de l'UC de modération quant à la forme que doit prendre l'indépendance défendue par le parti : en effet, lors d'un entretien accordé aux Nouvelles calédoniennes à la veille du congrès du parti à Boulouparis le 9 novembre 2006, il parle de son souhait d'arriver à terme à une indépendance-association avec la France, sur le modèle du Commonwealth anglo-saxon, en déclarant que : « L’idée d’indépendance pure et simple évolue petit à petit vers l’idée d’un État associé à la France, pour tenir compte des réalités de la mondialisation ». Il se rapproche également des dirigeants de l'UNI par le biais de leur soutien commun au gel du corps électoral aux seules personnes présentes en Nouvelle-Calédonie depuis au moins 1998 pour les élections provinciales futures, gel qui est officialisé et inscrit dans la Constitution française par vote du Congrès du Parlement en février 2007. 
Le rapprochement entre l'Union calédonienne et le Palika permet à ces deux formations de présenter des candidats communs dans les deux circonscriptions lors des élections législatives de 2007, soit Charles Washetine du Palika dans la première (avec pour suppléante l'UC Yvonne Hnada) et Charles Pidjot de l'UC (suppléé par le président du RDO Aloïsio Sako) dans la seconde. Ce dernier, battu au second tour par le député sortant Pierre Frogier, entre ensuite en confrontation directe avec Pascal Naouna. Le congrès du 8 novembre 2007 aboutit à l'écartement de Pascal Naouna de la présidence du mouvement qui est emportée par Charles Pidjot.

## Opposant interne à Charles Pidjot
Toutefois, Pascal Naouna reste une personnalité influente du parti, et est choisi pour être à la tête de la liste officiellement investie à Pouembout pour les élections municipales de 2008, contre celle du maire sortant qui n'est autre que son oncle Jean Naouna. Il arrive alors en 3e position du scrutin avec 20 % des suffrages et 3 sièges  sur 15, soit 10 voix de moins que Jean Naouna (lui-aussi 3 élus) qui lui-même est devancé par la liste divers droite (proche de l'Avenir ensemble) de Robert Courtot (23 % et 4 conseillers municipaux). Finalement, le 14 mars 2008, Pascal Naouna et ses colistiers apportent leurs voix à Robert Courtot pour l'élection au fauteuil de maire contre Jean Naouna. Aux élections provinciales du 10 mai 2009, Pascal Naouna est en septième position sur la liste UC-FLNKS emmenée par le maire de Canala Gilbert Tyuienon dans le Nord : il est donc réélu à l'Assemblée provinciale (où sa formation a obtenu 8 élus) mais pas au Congrès. 
Il s'oppose par la suite au rapprochement entamé par Charles Pidjot et la direction du parti avec le Rassemblement-UMP à sa droite à partir de 2010 (notamment par le biais de la proposition du député Pierre Frogier sur les deux drapeaux) mais aussi avec le Parti travailliste à sa gauche dès 2009. Il se présente contre Pidjot pour retrouver la présidence du mouvement lors du congrès de la tribu de Nékliai à Poya le 7 novembre 2010, avec le soutien d'une autre figure de l'UC dans le Nord, Bernard Lepeu. Il n'obtient toutefois que 36 voix sur 188 votants, contre 151 à Charles Pidjot.
Le 15 avril 2011, Pascal Naouna est présenté par le groupe UC à l'élection du 3e vice-président de l'Assemblée de la Province Nord, en remplacement de Cézelin Tchoeaoua porté pour sa part quelques jours plus tôt à la 1re vice-présidence pour y succéder à Gilbert Tyuienon, élu au gouvernement de la Nouvelle-Calédonie. Il est désigné au troisième tour de scrutin avec 19 voix (les 8 de son groupe mais aussi les 9 de l'UNI, qui a retiré sa candidate Patricia Goa en sa faveur, et les deux anti-indépendantistes Léontine Ponga du Rassemblement-UMP, qui a voté pour lui depuis le premier tour, et Gérard Poadja de Calédonie ensemble) contre 3 au travailliste Rock Doui. Il se rapproche alors du président de la province et dirigeant de l'UNI, Paul Néaoutyine, et marque de manière plus prononcée son opposition à la direction en place de l'Union calédonienne : il s'associe en effet au président Néaoutyine, au 2e vice-président Jean-Pierre Djaïwé et au chef du groupe UNI à la Province Victor Tutugoro (de l'UPM) pour déposer un recours auprès du Conseil d'État pour annuler l'élection, le 6 avril 2011, de Cézelin Tchoeaoua à la 1re vice-présidence, au motif que celui-ci a été déclaré élu dès le premier tour alors qu'il n'avait obtenu que 11 voix sur 22 (soit 1 de moins que la majorité absolue). La plus haute juridiction administrative leur donne raison le 18 juillet suivant. 
Et lors du nouveau scrutin pour pourvoir la 1re vice-présidence, il vote en faveur de l'UNI Jean-Pierre Djaïwé contre Cézelin Tchoeaoua, permettant au premier d'être élu au 3e tour de scrutin et au bénéfice de l'âge. Il fait de même pour la désignation du nouveau 2e vice-président, se prononçant en faveur de Victor Tutugoro plutôt que pour Tchoeaoua. Menacé d'être suspendu de l'UC, avant de ne l'être finalement que de ses fonctions au sein du bureau (où il était 2e secrétaire général adjoint) pour un an, il maintient son opposition et se présente une nouvelle fois contre Charles Pidjot lors du 42e congrès du parti tenu à Dumbéa du 11 au 13 novembre 2011 (sa candidature n'est toutefois pas retenue, et les bulletins exprimés en sa faveur sont comptés comme nuls) : le président sortant est une nouvelle fois largement réélu avec 148 voix sur 197 votants, contre 48 à Naouna et un bulletin blanc. 
À la suite du décès de Cézelin Tchoeaoua le 10 janvier 2012, il fait son retour au Congrès. Après la mort de Charles Pidjot le 11 septembre 2012, il soutient, pour lui succéder à la présidence du parti, Pierre Chanel Tutugoro, qui fait figure de favori. Lors de son 43e congrès organisé à La Foa du 16 au 18 novembre 2012, l'UC acte la fin de la coopération institutionnelle avec le Rassemblement-UMP et l'Avenir ensemble au profit de la constitution d'un « Bloc nationaliste », mais c'est le candidat de la ligne fidèle à Charles Pidjot, Daniel Goa, qui est élu,,.